# Bibliothèque et salle d'opéra Haskell
La bibliothèque et salle d'opéra Haskell (anglais : Haskell Free Library and Opera House)  est un édifice de style Queen Anne construit sur la frontière américano-canadienne dans les villes de Stanstead au Québec (Canada) et de Derby Line au Vermont (États-Unis). Il s'agirait de la seule bibliothèque et de la seule salle d'opéra située sur une frontière internationale.
Dans les premières semaines de la seconde présidence Trump, l'accès aux Canadiens est interdit, dans le contexte politique général des droits de douane imposés par l'administration américaine.

## Histoire
Carlos F. Haskell, un homme d'affaires américain qui possédait un certain nombre de scieries dans la région, et dont l'épouse Martha Stewart Haskell était canadienne, souhaitait que les habitants des deux pays puissent utiliser communément ces lieux de culture sans vraiment à avoir à passer la frontière. Alors, à la mort de son mari, Madame Haskell et son fils offrent aux habitants de Stanstead et Derby Line de faire construire une bibliothèque et une salle d'opéra. La bibliothèque est inaugurée en 1905, trois ans avant l'entrée en vigueur d'une loi interdisant toute construction ou modification sans autorisation autour de la frontière canado-américaine adoptée en 1908.
La famille Haskell avait à cœur de souligner les liens d'amitié unissant les communautés des pays du Canada et des États-Unis. C'est pourquoi l'édifice a deux adresses : une au Québec et une autre au Vermont. La frontière est matérialisée par une ligne noire peinte en travers du plancher de l'édifice.
La bibliothèque et salle d'opéra sont protégées par les deux pays et le lieu est considéré comme étant historique tant au Canada qu'aux États-Unis.

## Architecture
L'édifice, construit entre 1901 et 1904, respecte les codes architecturaux du style victorien et du style Queen Anne.
Les architectes James Ball et Gilbert H. Smith participent à l'édification de la bâtisse. L'architecture est, entre autres, inspirée par la Old Boston Opera House. La bâtisse se démarque par son style non classique.

## Aménagement
En premier lieu, la salle d'opéra occupe le premier étage du bâtiment; la scène se trouve en territoire canadien, mais les 500 sièges sont « américains ». La capacité actuelle de la salle est de 400 sièges.

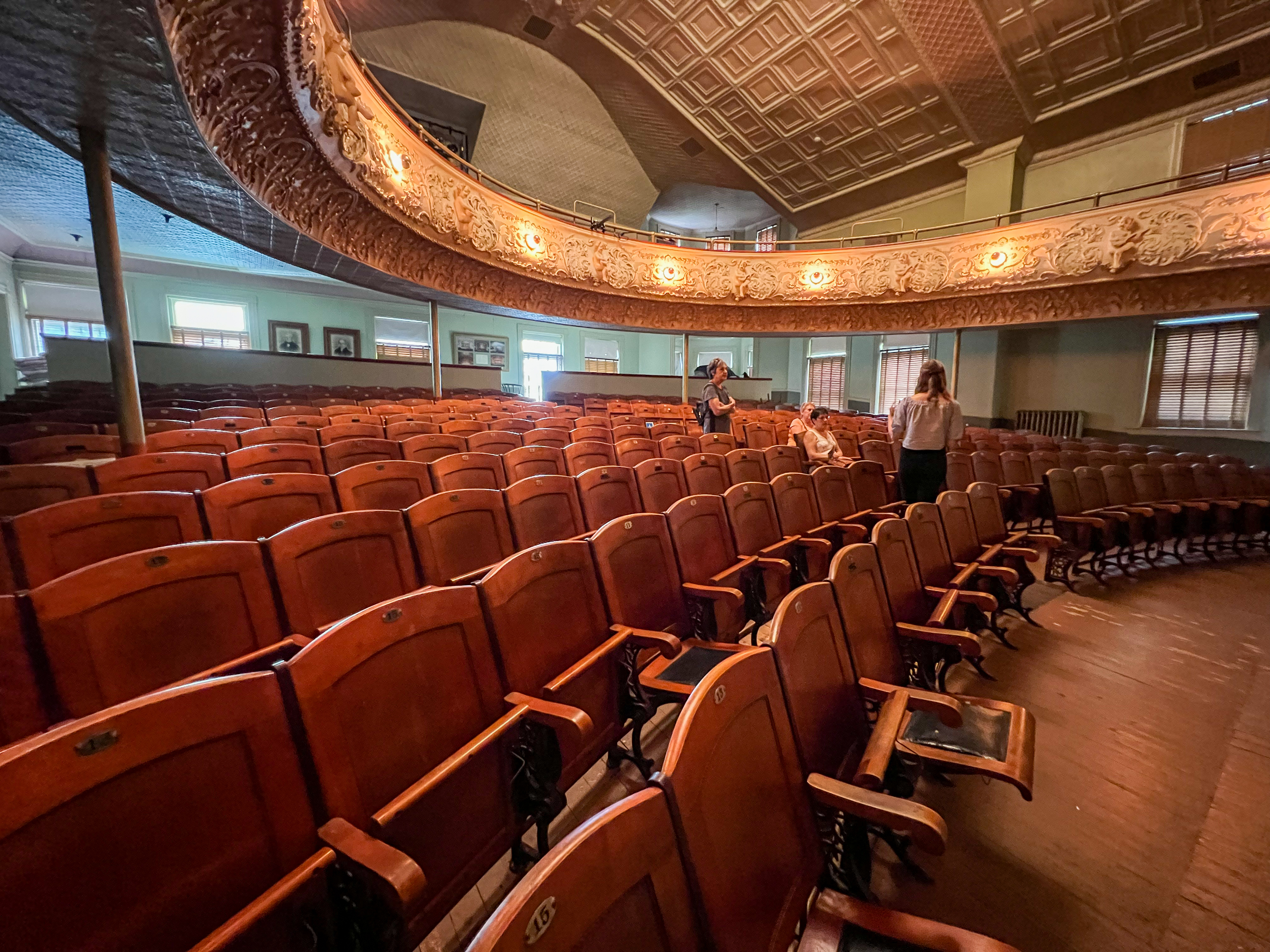
Le parterre de la salle.
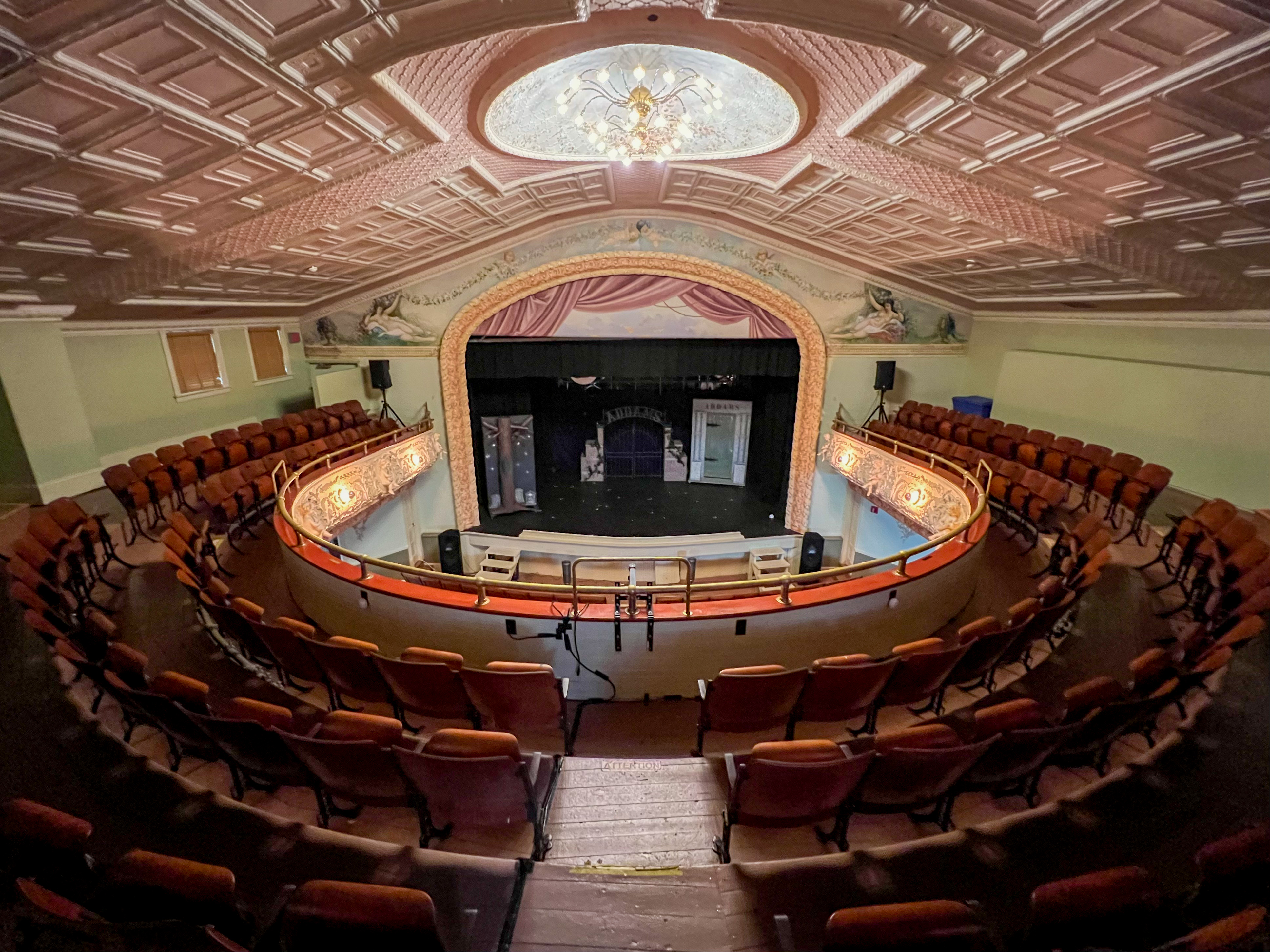
La salle de spectacles.
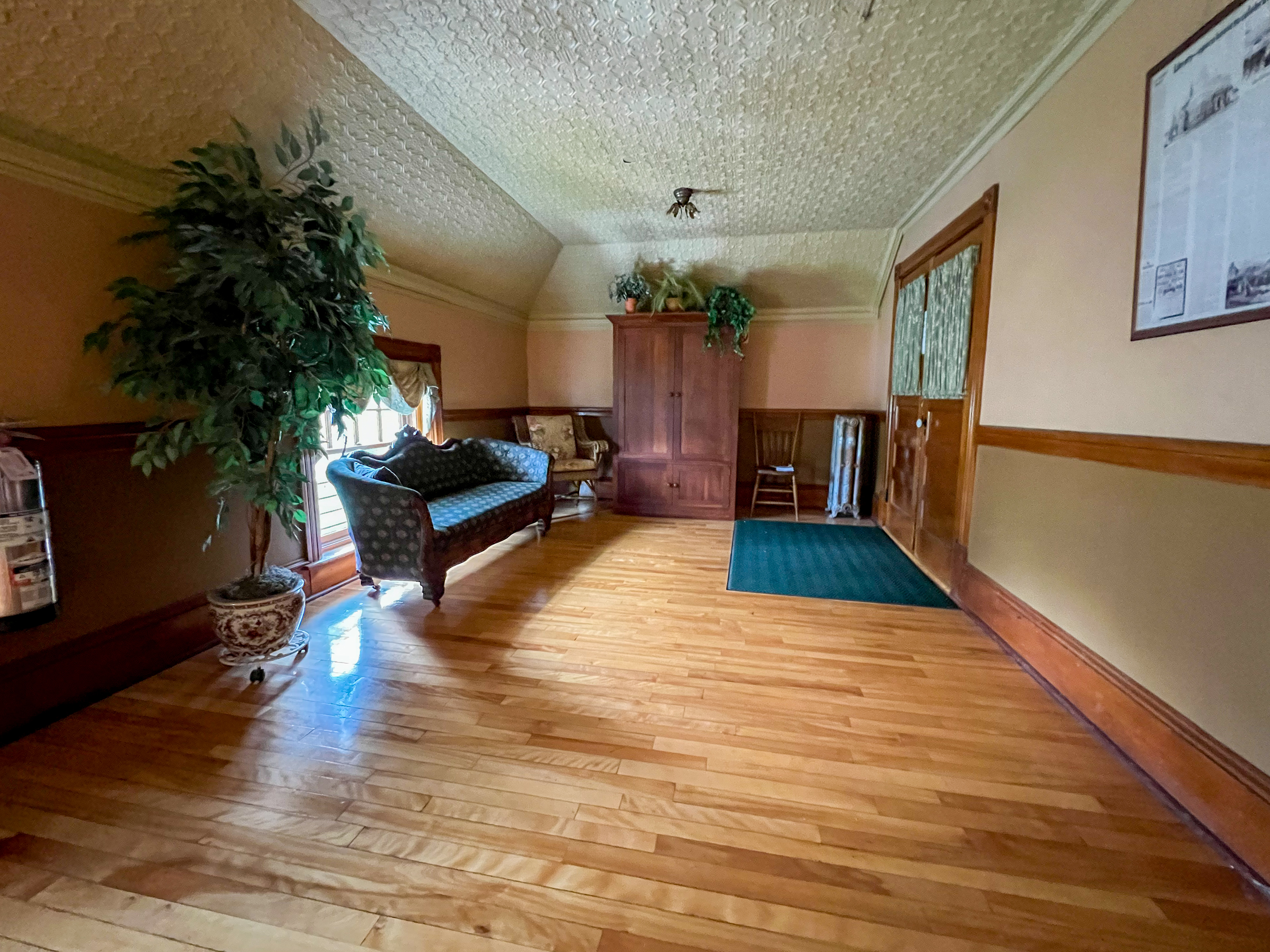
La salle des pas perdus à l'étage.

En second lieu, la bibliothèque occupe le rez-de-chaussée. Les collections d'ouvrages sont au Canada, mais les salles de lecture et l'entrée principale sont du côté américain. Il s'agit de la « seule bibliothèque publique transfrontalière et binationale au monde »,.

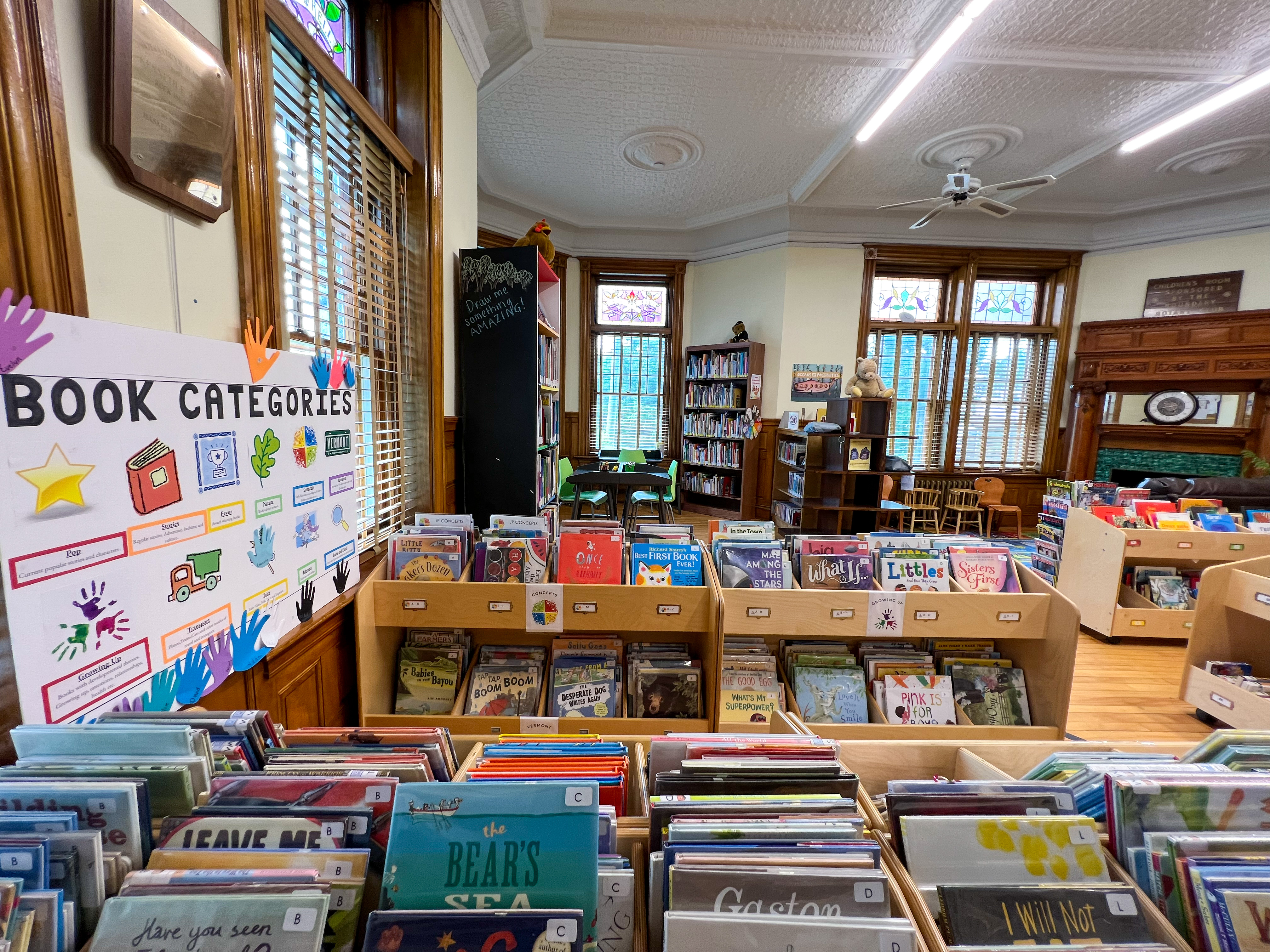
Les médias à disposition.
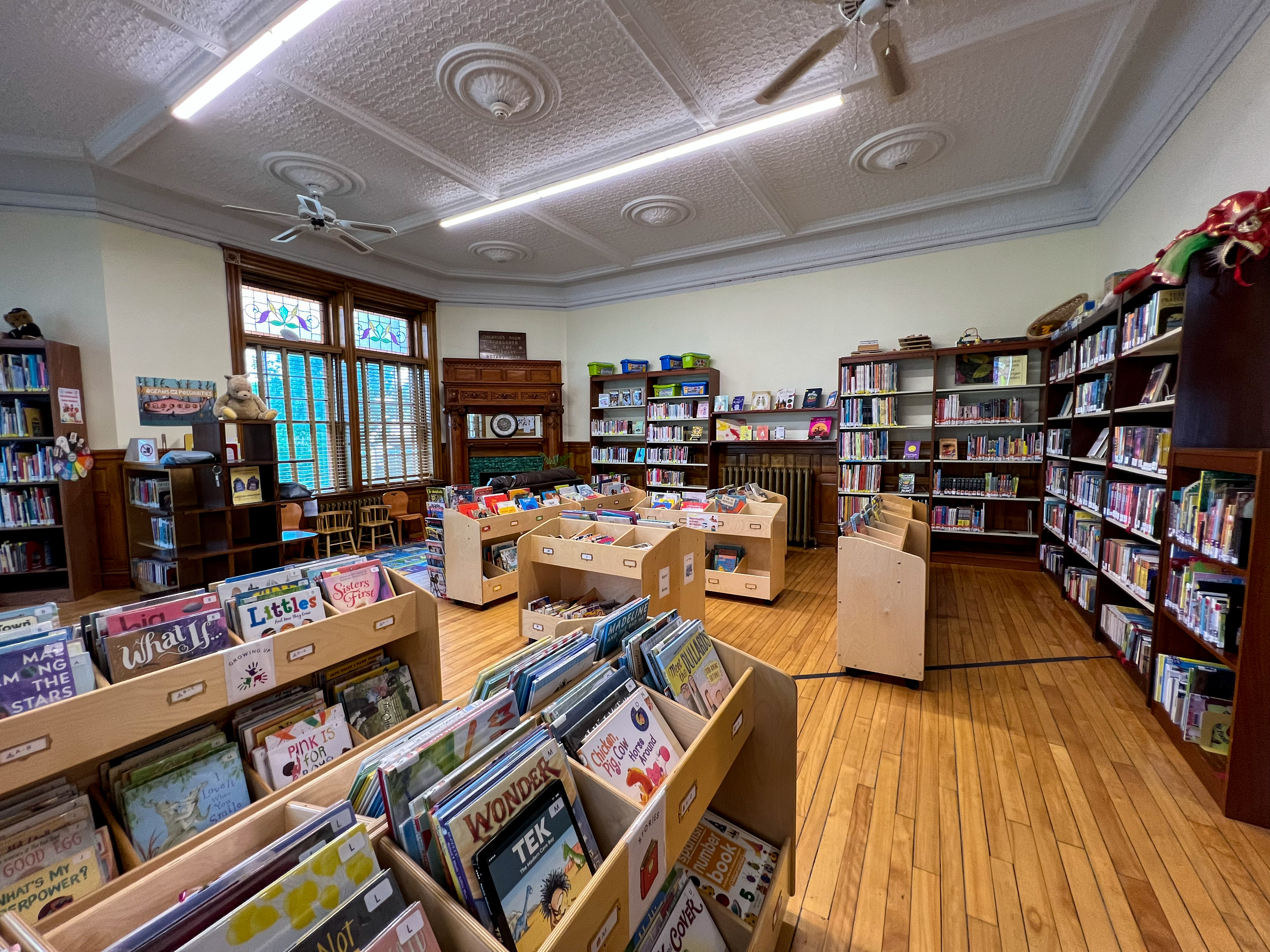
La ligne sur le plancher indique la frontière américano-canadienne.
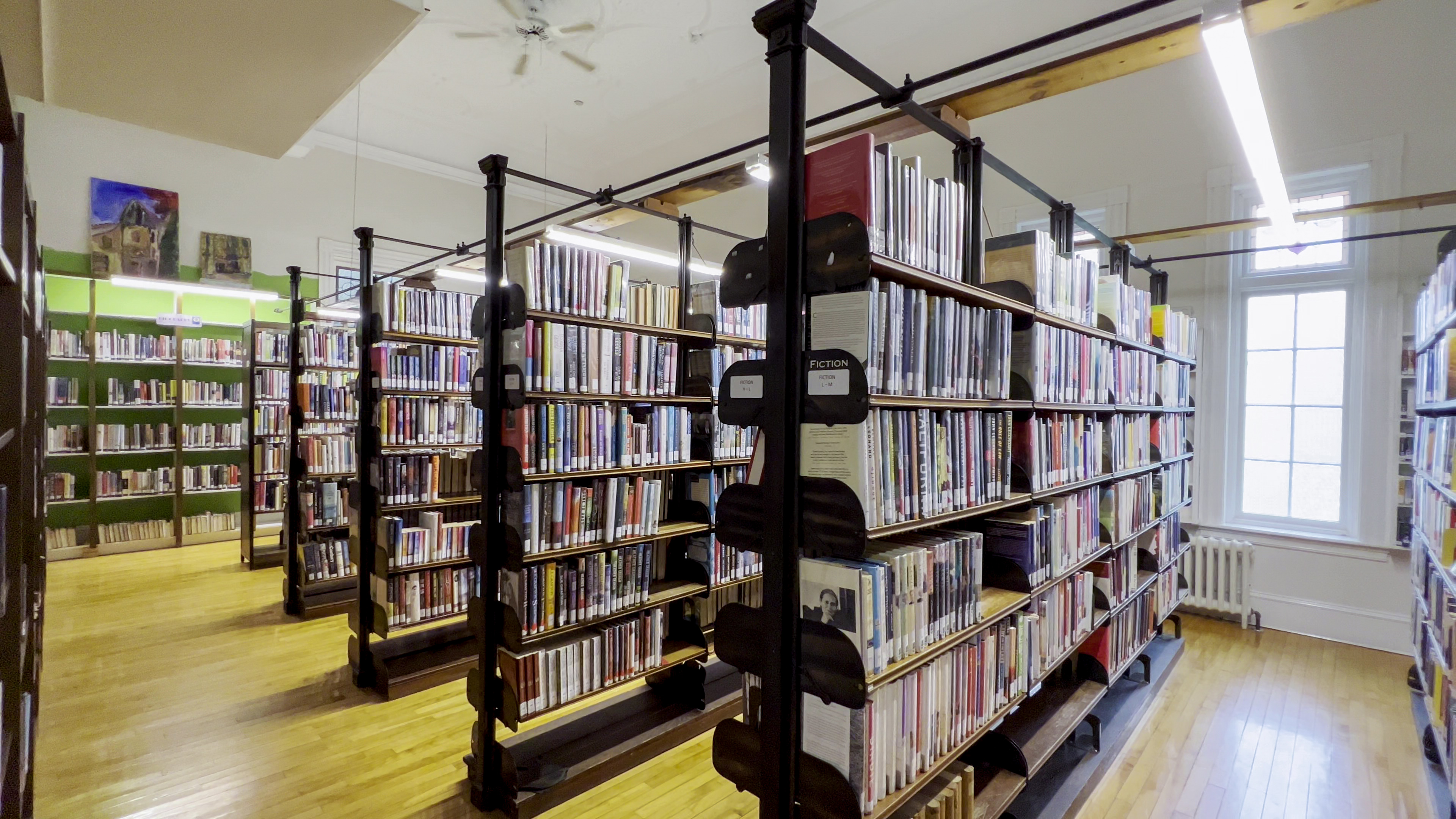
Les rayonnages du fonds documentaire.

En mars 2025, dans la foulée de la visite que la secrétaire à la Sécurité intérieure des États-Unis Kristi Noem avait rendue sur site dès janvier, les autorités américaines annoncent vouloir fermer l'accès libre aux Canadiens. En réaction, les gérants réfléchissent à l'aménagement d'une entrée spécifique pour le Canada.

## Services
La bibliothèque publique est gérée par le réseau Biblio de l’Estrie au Québec. Tous les résidents des environs peuvent obtenir un abonnement gratuit à la bibliothèque, moyennant une preuve de résidence. Les abonnés peuvent emprunter différents documents et ont accès à plusieurs ressources en ligne. De multiples activités sont organisées en français et en anglais.
La salle d'opéra propose de nombreux concerts et événements,. Les bénéfices dégagés des droits d'entrée à la salle contribuent à soutenir le fonctionnement de la bibliothèque.